# Vytas Jareckas
Vytas Jareckas (* 16. Mai 1963 in Laipuškiai, Litauische Sozialistische Sowjetrepublik) ist ein litauischer Politiker, ehemaliger Bürgermeister von Biržai.

## Leben
Nach dem Abitur an der Mittelschule absolvierte er 1992 das Diplomstudium des Ingenieurwesens an der Lietuvos žemės ūkio akademija in Kaunas und 2010 das Studium an der Šiaulių universitetas. Ab 2007 arbeitete er als Lehrer und dann als stellvertretender Direktor des Landesmuseums Biržai. Von 2007 bis 2015 war er Mitglied im Rat der Gemeinde. Von 2019 bis 2023 war er Bürgermeister der Rajongemeinde Biržai. Er wurde bereits im 1. Wahlgang bei Kommunalwahlen in Litauen 2019 ausgewählt. Er war auch Listenführer von  	VYTO JARECKO koalicija „VIENINGI BIRŽAI“ (Lietuvos valstiečių ir žaliųjų sąjunga, Lietuvos Respublikos liberalų sąjūdis).
Er war Mitglied von LSDP und ab 2009 Mitglied von Tėvynės sąjunga – Lietuvos krikščionys demokratai.

## Familie
Er ist verheiratet und hat zwei Kinder.